# Проктотрупиды
Проктотрупиды (лат. Proctotrupidae) — семейство наездников надсемейства Proctotrupoidea из отряда перепончатокрылые насекомые.

## Описание
Длина 3—15 мм, чаще около 6 мм. Усики состоят из 13 члеников. Коготки простые, редко с 2—3 зубцами. Паразитоиды личинок жуков (Coleoptera) и двукрылых (Diptera).

## Распространение
Мировая фауна включает 32 рода и около 700 видов, в Палеарктике — 15 родов и около 200 видов. Фауна России включает 14 родов и около 70 видов наездников этого семейства.
В ископаемом состоянии известны с раннего мела, встречаются также в балтийском янтаре.

## Классификация
- Austroserphinae
  - Acanthoserphus Dodd, 1915
  - Austrocodrus Ogloblin 1960
  - Austroserphus Dodd, 1933
- Proctotrupinae
  - Afroserphus Masner, 1961[4]
  - Apoglypha Townes in Townes & Townes, 1981
  - Brachyserphus Hellén, 1941
  - Carinaserphus He & Xu, 2007
  - Codrus Panzer, 1801
  - Cryptoserphus Kieffer, 1907
  - Disogmus Foerster, 1856
  - Exallonyx Kieffer, 1904
  - Fustiserphus Townes, 1981
    - †Fustiserphus pinorum (Brues, 1940)

  - Glyptoserphus Fan & He, 1993
  - Hormoserphus Townes, 1981
  - Maaserphus Lin, 1988
  - Mischoserphus Townes in Townes & Townes, 1981
    - †Mischoserphus gracilis (Brues, 1940)

  - Nothoserphus Brues, 1940
  - Oxyserphus Masner, 1961[5]
    - †Oxyserphus hamiferus (Brues, 1940)
    - †Oxyserphus obsolescens (Brues,1940)
      - = †Cryptoserphus tertiarius Brues, 1940, †Cryptoserphus succinalis Brues, 1940, †Cryptoserphus koggeauxillarius Szabo & Oehlke, 1986

  - Paracodrus Kieffer, 1907
  - Parthenocodrus Pschorn-Walcher, 1958[6][7]
  - Phaenoserphus Kieffer, 1908
  - Phaneroserphus Pschorn-Walcher, 1958
  - Phoxoserphus Lin, 1988
  - Proctotrupes Latreille, 1796
  - ''Pschornia Townes, 1981
  - Serphonostus Townes in Townes & Townes, 1981
  - Smithoserphus Townes, 1981
  - Tretoserphus Townes, 1981